# Студентска трибуна
„Студентска трибуна“ е български вестник, седмично издание на Централния комитет на ДКМС. Редакцията на вестника се помещава в Студентския дом в София. Вестникът излиза от 1 януари 1957 година в София, като запазва общата номерация на в. „Студентска трибуна“ от 1927 – 1930, на в. „Академик“ и в. „Студентска трибуна“ от 1945 -1947 година. Редовно публикува и фантастични разкази, половината от които български. Съществува до 1991 г. Последният му главен редактор е Атанас Теодоров.

## Редактори
През различни години редактори на вестника са: Владислав Панов, Владимир Голев, Атанас Теодоров, Любен Сирийски, Георги Марковски, Борислав Геронтиев, Симеон Янев, Атанас Свиленов, Любомир Вълков. Работили са също Матей Шопкин – завеждащ отдел, Георги Друмев, Иван Цанев – консултант, Иван Гарелов – репортер, Иван Здравков – зам. главен редактор, Димо Райков – отговорен редактор.

## Отличия
- 1977 г. – награден е с орден „Народна република България“, I степен „по случай 50 години от излизането на първия му брой и за неговата активна роля в антифашистката борба и в строителството на социализма“.[3]